# Lijst van voetbalinterlands Georgië - Servië
Deze lijst van voetbalinterlands is een overzicht van alle officiële voetbalwedstrijden tussen de nationale teams van Georgië en Servië. De landen speelden tot op heden twee keer tegen elkaar. De eerste ontmoeting, een kwalificatiewedstrijd voor het Wereldkampioenschap voetbal 2018, werd gespeeld in Tbilisi op 24 maart 2017. Het laatste duel, de returnwedstrijd in dezelfde kwalificatiereeks, vond plaats op 9 oktober 2017 in Belgrado.

## Wedstrijden
| № | Plaats   | Datum          | Competitie           | Wedstrijd        | Uitslag |
| - | -------- | -------------- | -------------------- | ---------------- | ------- |
| 1 | Tbilisi  | 24 maart 2017  | WK 2018 kwalificatie | Georgië – Servië | 1 – 3   |
| 2 | Belgrado | 9 oktober 2017 | WK 2018 kwalificatie | Servië – Georgië | 1 – 0   |

## Samenvatting
| Competitie      | Totaal gespeeld | Winst Georgië | Gelijk | Winst Servië | Doelsaldo Georgië – Servië |
| --------------- | --------------- | ------------- | ------ | ------------ | -------------------------- |
| WK-kwalificatie | 2               | 0             | 0      | 2            | 1 − 4                      |
| Totaal          | 2               | 0             | 0      | 2            | 1 − 4                      |

GFF · A-internationals · Bondscoaches · Statistieken · Georgisch vrouwenelftal · Georgië U21 · Georgië U20 · Georgië U19 · Georgië U18 · Georgië U17 · Georgië U16
1990 – 1999 ·
2000 – 2009 ·
2010 – 2019 ·
2020 − 2029
EK 2024
1990 · 
1991 · 
1992 · 
1993 · 
1994 · 
1995 · 
1996 · 
1997 · 
1998 · 
1999 · 
2000 · 
2001 · 
2002 · 
2003 · 
2004 · 
2005 · 
2006 · 
2007 · 
2008 · 
2009 · 
2010 · 
2011 · 
2012 · 
2013 · 
2014 · 
2015 ·
2016 ·
2017 ·
2018 ·
2019 ·
2020 ·
2021 ·
2022 ·
2023 ·
2024
Albanië ·
Andorra ·
Armenië ·
Azerbeidzjan ·
Bosnië en Herzegovina ·
Bulgarije ·
Cyprus ·
Denemarken ·
Duitsland ·
Egypte ·
Engeland ·
Estland ·
Faeröer ·
Finland ·
Frankrijk ·
Gibraltar ·
Griekenland ·
Hongarije ·
Ierland ·
IJsland ·
Iran ·
Israël ·
Italië ·
Jordanië ·
Kameroen ·
Kazachstan ·
Kosovo ·
Kroatië ·
Letland ·
Libanon ·
Liechtenstein ·
Litouwen ·
Luxemburg ·
Malta ·
Marokko ·
Moldavië ·
Mongolië ·
Montenegro · 
Nederland ·
Nieuw-Zeeland ·
Nigeria ·
Noord-Ierland ·
Noord-Macedonië ·
Noorwegen ·
Oekraïne ·
Oezbekistan ·
Oostenrijk ·
Paraguay ·
Polen ·
Portugal ·
Qatar ·
Roemenië ·
Rusland ·
Saint Kitts en Nevis ·
Saoedi-Arabië ·
Schotland ·
Servië ·
Slovenië ·
Slowakije ·
Spanje ·
Thailand ·
Tsjechië ·
Tunesië ·
Turkije ·
Uruguay ·
Verenigde Arabische Emiraten ·
Wales ·
Wit-Rusland ·
Zuid-Afrika ·
Zuid-Korea ·
Zweden ·
Zwitserland
FSS · A-internationals · Bondscoaches · Statistieken · Servisch vrouwenelftal · Olympisch elftal · Servië U21 · Servië U20 · Servië U19 · Servië U17 · Servië en Montenegro U19 · Servië en Montenegro U17
2003 – 2006** · 
2006 – 2009 · 
2010 – 2019 ·
2020 − 2029
EK 2008 · 
EK 2012 · 
EK 2016 ·
EK 2020
WK 2006** · 
WK 2010 · 
WK 2014 · 
WK 2018 ·
WK 2022
OS 2004** · 
OS 2008 · 
OS 2012 ·
OS 2016 ·
OS 2020
2006 · 
2007 · 
2008 · 
2009 · 
2010 · 
2011 · 
2012 · 
2013 · 
2014 · 
2015 · 
2016 ·
2017 ·
2018 ·
2019 ·
2020 ·
2021 ·
2022
Albanië ·
Algerije ·
Armenië ·
Australië ·
Azerbeidzjan ·
Bahrein ·
België ·
Bolivia ·
Brazilië ·
Bulgarije ·
Chili ·
China ·
Colombia ·
Costa Rica ·
Cyprus ·
Denemarken ·
Dominicaanse Republiek ·
Duitsland ·
Engeland ·
Estland ·
Faeröer ·
Finland ·
Frankrijk ·
Georgië ·
Ghana ·
Griekenland ·
Honduras ·
Hongarije ·
Ierland ·
Israël ·
Italië ·
Jamaica ·
Japan ·
Jordanië ·
Kameroen ·
Kazachstan ·
Kroatië · 
Litouwen ·
Luxemburg ·
Marokko ·
Mexico ·
Moldavië ·
Montenegro ·
Nieuw-Zeeland ·
Nigeria ·
Noord-Ierland ·
Noord-Macedonië ·
Noorwegen ·
Oekraïne ·
Oostenrijk ·
Panama ·
Paraguay ·
Polen ·
Portugal ·
Qatar ·
Roemenië ·
Rusland ·
Schotland ·
Slovenië ·
Spanje ·
Tsjechië ·
Turkije ·
Verenigde Staten ·
Wales ·
Zuid-Afrika ·
Zuid-Korea ·
Zweden ·
Zwitserland
Brazilië (2018) · 
Costa Rica (2018) · 
Duitsland (2010) · 
Ghana (2010) · 
Kameroen (2022) · 
Zwitserland (2018)
** = Onder de naam Servië en Montenegro